# 土佐彎貝介
土佐彎貝介（学名：Loxoconcha tosaensis）为彎貝介科彎貝介屬下的一个种。